# 名古屋をどり
名古屋をどり（なごやをどり）とは、二世西川鯉三郎が始めた舞踊公演。愛知県名古屋市昭和区に本部を置く「一般財団法人 西川会」名古屋西川流（四世家元西川千雅）が運営する。
東京都新宿区に本部を置く「西川流®」（一般財団法人 西川流）とは無関係。

## 概要
二世西川鯉三郎が1945年9月に初演し、1981年より西川右近が継承。1968年から2017年までは中日劇場、2018年と2019年は御園座で開催。毎年発表される新作舞踊劇と古典の二本柱。2015年以降3部制になり、イヤホンガイドも導入。毎年、開催期間が短くなり、開催場所は名古屋市公会堂などに移動し、規模が縮小されている。

### 新作舞踊劇
川端康成、小島二朔、有吉佐和子、谷崎潤一郎、田中青滋、邦枝完二、円地文子、高見順、川口松太郎、三島由紀夫、内海重典、水上勉、水木洋子、平岩弓枝、北条秀司、吉井勇、松山善三、木下順二らが執筆したことがある。
長唄は、十四世杵屋六左衛門、七世芳村伊十郎、三世杵屋五三郎、三世今藤長十郎。
清元は清元延寿太夫、清元志寿太夫、清元榮壽郎（宮川壽朗の名で大和楽の作曲も多い）、清元榮三郎、清元一壽郎、清元榮三。特に、清元榮壽郎の作曲で多くの創作舞踊が生まれた。
常磐津は常磐津文字翁、常磐津英寿。竹本は野澤喜左衛門。一中節は都一中。大和楽は大和美代葵、大和久満（芳村伊十七）。小唄が春日とよ。
新作舞踊劇や創作舞踊の作曲や古典舞踊の補曲等を依頼。また、地元名古屋の芸者の長唄、清元、常磐津の地方も重用した。
1972年9月の第25回名古屋をどりは、日替わりで鯉三郎と親交のあるゲストが出演した。2代尾上松緑（二世西川鯉三郎振付で松緑の亀次郎、二世鯉三郎のつるで長唄宿の月で鯉三郎と共演）、美空ひばり（二世鯉三郎振付の「なごや人形」を踊る）、長谷川一夫（清元「保名」）、天津乙女と春日野八千代による清元榮壽郎作曲の清元『峠の万歳』と清元『小袖曽我』、山本富士子など。
1978年には名古屋西川流門下生でハワイ在住の西川鯉四郎のもとで稽古したアグネス・ラムが、初舞台として出演。
2009年、大沢健が新作舞踊劇「穴」にゲスト出演。
2010年は、名古屋開府400年記念事業の一環とし、川上貞奴と福沢桃介の演劇で、脚本は荒俣宏、ゲストは加藤晴彦と守田菜生。